# 尖端放電
尖端放電為電暈放電（corona discharge）的其中一種，造成此現象的原因主要為導體尖端周圍的空氣被導體產生的電場電離。當導體周圍電場的值（potential gradient）夠高來形成一個可作為導體的區域時，將會發生放電現象，但其電場值並不足以引起電壓崩潰（electrical breakdown）或對附近的物件造成電弧現象。在空氣中，我們通常會在擁有高電壓的導體尖端附近看到。在高壓系統中，自發性的尖端放電會消耗功率，而在尖端放電下的高化學活性反應中，會產生有害的物質，例如臭氧。可控制的尖端放電現象常被用在過濾及印刷等等製程中。

## 簡介
電暈放電是一種電流從帶電物體(電極)流到不帶電之流體，進而造成電極附近產生離子態分子的一種過程。而尖端放電特指電暈放電中因尖端物體所造成的電暈放電現象。

　　在尖端物體附近的空氣，因為有非常高的電場，導致被游離成離子態，而離子態的分子擁有導電性，所以可將離子態的空氣視為導體，因此，原本只有尖端的物體為導體，而現在被離子態的空氣所包圍，導體的範圍增加，電場就會變低，直到低到不能將空氣游離的狀態，空氣便不會再游離，游離空氣的範圍也不會再變增加，所以尖端放電的範圍會受到電場大小的影響，也就是會受到尖端物體形狀的影響。

## 應用
以下為幾項在業界中實際應用尖端放電的例子
- 避雷針
- 製造臭氧
- 池水消毒
- 靜電除塵器
- 影印
- 離子風扇
- 氮雷射
- 固態風扇

## 危害
- 雷击
- 漏电